# Hackneyponny
Hackneyponnyn är en hästras i ponnystorlek som härstammar från England och som har avlats fram ur sin större förfader, Hackneyhästen. Ponnyn är en mycket mindre variant men den har ärvt samma höga och flytande rörelser och används mest som en mindre körhäst inom brukskörningoch även en del inom utställning. Hackneyponnyn delar fortfarande sin stambok med Hackneyhästen även om den varit godkänd som en egen ras sedan 1880-talet. 

## Historia
Hackneyhästen utvecklades under slutet av 1700-talet och början av 1800-talet med hjälp av körhästar och travhästar i England som kallades Norfolktravare. Ur dessa eleganta vagnshästar utvecklades även den mindre Hackneyponnyn. 
Hackneyponnyn utvecklades tack vare en enda man i England, Christopher Wilson från Cumbria. Redan på 1880-talet hade han avlat fram en distinkt ponnytyp av Hackneyhästen som inte fick en rasförening eller sitt officiella namn Hackney förrän 1883. Hackneyponnyerna utvecklades med hjälp av de föregående travarna, Hackneyhästarna och med hjälp av en brittisk ponnyras, Fellponnyn. Även en del Welshponnyer kan ha ingått i blandningen. 
Den viktigaste hingsten var Georges egen häst, St. George, född 1866 som var son till en travare från Yorkshire och med linje från den berömda kapplöpningshästen Flying Childers som hade haft ett stort inflytande på den större Hackneyhästen. George Wilson avlade fram ponnyn ganska selektivt med inavel på utvalda döttrar till sin egen St. George som han sedan korsade med samma hingst. Ponnyerna kallades från början Wilsonponnyer och fick till en början alltid gå ute fritt under vintern och klara sig själva med föda och vatten, vilket härdade dem och gjorde dem naturligt sunda. 
Dessa "Wilsonponnyer" bytte sedan namn till Hackneyponnyer efter att de bev godkända 1883. De började då att stambokföras men delar än idag stambok med de större Hackneyhästarna. 

## Egenskaper

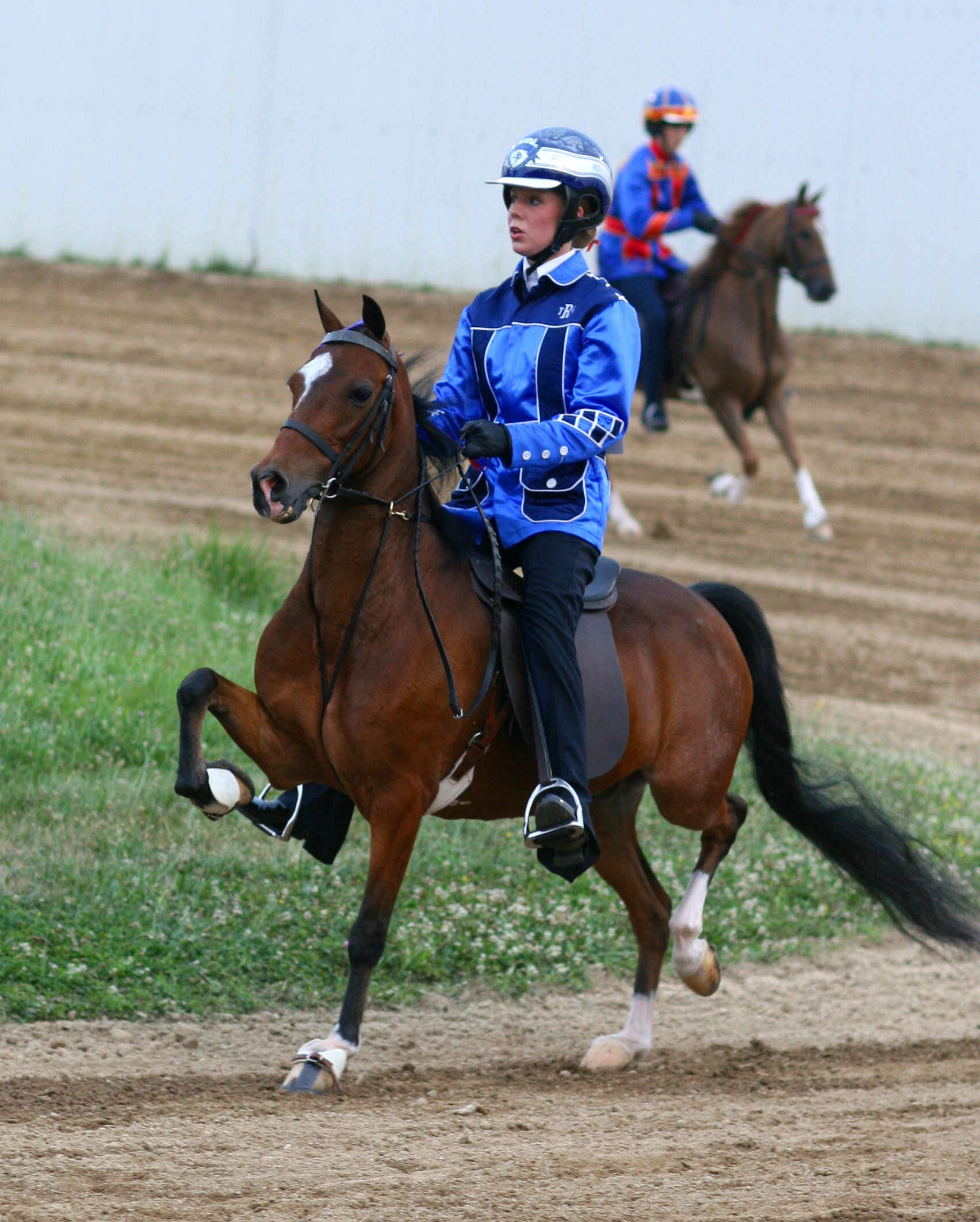
Hackneyponnyerna visas ofta upp i olika shower framför vagn eller som här, under sadel där de visar upp sina höga rörelser.

George Wilsons stränga uppfödning där ponnyerna hölls fria på vintrarna ledde till en ponny som inte bara var elegant med fina rörelser utan även besatt en otrolig styrka och som var sunda och härdiga. 
Hackneyponnyerna kan precis som Hackneyhästarna tränas till att stå i uppvisningställning med bakbenen bakåtdragna och frambenen framdragna som får dem att stå som en gunghäst. Detta gör de dock inte naturligt. Hovarna på en Hackneyhäst brukar man även låta växa sig lite längre än normalt för att ge extra kraft i de höga knärörelserna. Traven är det som utmärker ponnyerna mest med riktigt höga knälyft, fjädrande och flytande steg och en höjd svans. Uppfödare och supporter av Hackneyhästar kallar detta Lofty Trot.  
Ponnyerna ser till utseendet ut som mindre kopior av Hackneyhästarna med rak eller konvex nosprofil, stora intelligenta ögon låga hasleder på de långa benen. Likt de större Hackneyhästarna har ponnyerna oftast mörka färger som mörkbrun, mörk fux eller svart men sabinogenen som är en form av skäck gör att många ponnyer får vita tecken på huvud eller ben, vilket även är tillåtet hos den stora fast då bara små tecken. 
Ponnyerna används nästan uteslutet inom uppvisning där man kör dem framför vagn genom olika banor eller för att visa upp de eleganta stegen. En del ponnyer används även som ridhästar för barn då de delar det lugna temperamentet med sin större släkting.